# Pont Temernitski
Le pont Temernitski est  situé dans la ville de Rostov-sur-le-Don. Il traverse la Temernik, une des rivières du bassin du Don en Russie. Le pont est construit entre 2007 et 2010 par l'ingénieur Efremouchkine ; il prend son nom actuel le 17 mars 2011.

## Description
Le pont Temernitski a une capacité d'environ 60 000 voitures par jour, il offre une alternative au pont Voroshilovski qui a une capacité d'environ 46 000 voitures par jour. Il est relié à l'autoroute M4 « Don », qui va de Rostov-sur-le-Don vers Krasnodar, Stavropol, Bataïsk et Azov, mais en raison de l'absence d'un système d'échanges, la charge de transport sur le pont est faible.

## Histoire
Le pont est construit à un rythme accéléré, en raison de l'état de dégradation du pont Vorochilovski, ouvert depuis le 23 juin 2008, qui n'assure plus suffisamment ses fonctions.
En 2014, en raison de la probabilité d'effondrement du pont Vorochilovski, l'administration de la ville décide de bloquer la circulation sur ce pont vers la ville et de déplacer la charge principale vers le pont Temernitski.